# Trematopygus melanocerus
Trematopygus melanocerus là một loài tò vò trong họ Ichneumonidae.